# Junyent (Castellàs)
Junyent és un poble del terme municipal de les Valls d'Aguilar, a la comarca de l'Alt Urgell. Pertanyia, però, al municipi de Castellàs, de la comarca del Pallars Sobirà. Va ser un municipi fins que el 1847 es va incorporar al municipi de Castellàs en no assolir el mínim de trenta veïns caps de casa, llindar establert per la llei municipal del 1845. És aigües amunt del riu de Castellàs, a la seva vora
L'origen del mot comú «junyent», en el sentit de lloc on s'uneixen dos rius, dos torrents, etcètera. És, doncs, un topònim romànic de caràcter descriptiu. Junyent té l'església parroquial de Sant Esteve, de la qual depenia l'església de la Torre. També hi ha la capella de Sant Antoni Abat.

## Geografia
S'hi accedeix per un camí rural des de la N-260 (Eix pirinenc), a l'altura del Port del Cantó.
En el fogatge del 1553, Junyent, declara 3 focs laics i 1 d'eclesiàstic. Pascual Madoz dedica un breu article del seu Diccionario geográfico... a Junyent (Biscarbo). S'hi pot llegir que el poble està situat a la dreta del Segre, en terreny muntanyós i poblat d'arbres. Tenia en aquell moment 13 cases i l'església, sufragània de la de Castellàs. La població era de 13 veïns (caps de casa) i 55 ànimes (habitants).
| 1970 | 1981 | 2000 | 2002 | 2004 | 2006 | 2008 | 2010 | 2011 |
| ---- | ---- | ---- | ---- | ---- | ---- | ---- | ---- | ---- |
| 25   | 2    | 10   | 9    | 14   | 13   | 10   | 12   | 12   |

Les dades del 1553 són 4 focs, és a dir, llars. Cal comptar a l'entorn de 5 persones per foc.